# Thelyschista ghillanyi
Thelyschista ghillanyi – gatunek roślin z monotypowego rodzaju Thelyschista z rodziny storczykowatych (Orchidaceae). Rośliny sa endemitami występującymi w Ameryce Południowej w brazylijskim Regionie Północno-Wschodnim.

## Systematyka
Gatunek sklasyfikowany do podplemienia Spiranthinae w plemieniu Cranichideae, podrodzina storczykowe (Orchidoideae), rodzina storczykowate (Orchidaceae), rząd szparagowce (Asparagales) w obrębie roślin jednoliściennych.